# Hans Pflaum
Hans Pflaum, né le 20 mai 1910 à Bamberg (Bavière) et exécuté le 12 juin 1950 à Sandweier, Baden-Baden, est un sous-officier SS, chargé de la main d'œuvre au camp de concentration pour femmes de Ravensbrück.
Il est le fils de Joseph Pflaum et de Babette Sebald.
Il occupe dans la SS le grade d'Oberscharführer. Il est affecté à Ravensbrück en août 1944, et est chargé de la main d'œuvre et du triage : il sélectionne les détenus parvenus à un degré de déchéance physique tel qu'ils ne pouvaient plus être utilisés à aucun travail, pour les envoyer au Jugendschutzlager et à l'extermination par la chambre à gaz ou par tout autre moyen.
À l'instar des gardiennes Emma Zimmer et Dorothea Binz, il se montre particulièrement violent et cruel avec les détenues et se rend directement coupable de plusieurs meurtres. Il est surnommé le « piqueur de vaches » ou le « marchand de vaches ».
Après la guerre, il échappe aux alliés et se réfugie en Bavière. Il est arrêté en même temps que le directeur du camp de Ravensbrück, Fritz Suhren et extradé en zone française d'occupation. Il est jugé par le tribunal supérieur de Rastatt, condamné comme criminel de guerre à la peine de mort. Le jugement est confirmé en appel en mai 1950 et exécuté le 12 juin 1950.

## Témoignages
De nombreuses victimes donnèrent des témoignages écrits des exactions commises par Pflaum : 
« J'ai vu la morgue : des femmes réduites à l'état de squelettes s'empilaient les unes sur les autres. certaines n'étaient pas mortes ; on voyait nettement leurs mouvement de respiration et leurs yeux remuaient dans leurs orbites. Pour les mortes leurs yeux n'étaient pas clos, les membres non étendus. J'ai vu, assistés de détenues privilégiées, le nommé Pflaum faire retirer des bouches des mortes et des mourantes les couronnes et les bridges en or [...] nous avons vu un camion conduit par un SS pendant qu'un autre se tenait debout sur le camion découvert : les détenues ont sorti les corps des morts et des mourantes, tenant un cadavre l'une par les pieds l'autre par la tête et les hisser dans le camion, le SS debout empilait les cadavres en marchant sur leurs corps et ceci jusqu'à ce que le camion soit plein. Le camion est parti pour le four crématoire. [...] Pflaum était le chef du Bureau du travail. Il répartissait dans diverses usines allemandes des femmes détenues, il répartissait également celles pour les kommandos du camp : empierrage des routes, déchargement des péniches de charbon, de blocs de granit. La "colonne de sable" consistait à pelleter pendant douze heures, avec une pelle excessivement lourde, du sable, par tous les temps. Atteler des femmes à un rouleau pour niveler des routes ou pour traîner des charrettes. Remplir des wagonnets et les pousser ensuite avec une soupe de rutabaga et 250 puis, par la suite, 100 grammes de pain. Pflaum avait droit de vie et de mort. Si une des femmes bougeait ou tentait de s'échapper, celui-ci la frappait soit avec ses poings ou sa cravache, et lorsqu'elle était à terre, il lui martelait la tête et le corps avec ses bottes. Nombreuses sont celles mortes de ses brutalités. À partir de janvier 1945, lorsqu'il eut à choisir des détenues pour les envoyer à la chambre à gaz, ces détenues alignées toutes nues et jupes relevées pour juger de leur état de maigreur et de santé, Pflaum agit avec encore plus de brutalité, plusieurs n'eurent pas à aller jusqu'à la chambre à gaz et moururent des coups donnés par Pflaum. En mars 1945, des femmes furent choisies pour aller en kommando à Rencling, non loin de Ravensbrück, elles étaient alignées vers notre bloc, le bloc 27, nous étions cachées mais nous pûmes assister au triage. Pflaum, encore plus ivre qu'à l'ordinaire, frappait sauvagement, il frappa sauvagement une de mes amies, Marie C. Henriot, cousine germaine de M. l'ambassadeur Léon Noël, laquelle mourut à Rencling des suites de ces brutalités. Une Russe qui tentait de s'échapper des rangs fut rattrapée par lui, battue et jetée à terre. Il lui prit la tête et l'enfonça à plusieurs reprises dans une mare d'eau, elle ne se releva pas. Il fut un auxiliaire précieux du commandant Suhren qui commanda le camp d'une manière inoubliable. »
– Germaine Guérin (Lyon), Déposition auprès du juge Léon-Jean Perrin, 21 novembre 1949.
– Mme Fourmond (Stains), Déposition auprès du  juge Léon-Jean Perrin, 17 décembre 1949.